# Elattoneura
Elattoneura är ett släkte av trollsländor. Elattoneura ingår i familjen Protoneuridae.

## Dottertaxa tillElattoneura, i alfabetisk ordning[1]
- Elattoneura acuta
- Elattoneura analis
- Elattoneura atkinsoni
- Elattoneura aurantiaca
- Elattoneura balli
- Elattoneura caesia
- Elattoneura campioni
- Elattoneura centrafricana
- Elattoneura centralis
- Elattoneura coomansi
- Elattoneura dorsalis
- Elattoneura erythromma
- Elattoneura frenulata
- Elattoneura girardi
- Elattoneura glauca
- Elattoneura josemorai
- Elattoneura khalidi
- Elattoneura leucostigma
- Elattoneura lliba
- Elattoneura longispina
- Elattoneura morini
- Elattoneura nigerrima
- Elattoneura nigra
- Elattoneura nihari
- Elattoneura oculata
- Elattoneura pasquinii
- Elattoneura pluotae
- Elattoneura pruinosa
- Elattoneura souteri
- Elattoneura tenax
- Elattoneura tetrica
- Elattoneura tropicalis
- Elattoneura vrijdaghi